# The Drugs Don't Work
"The Drugs Don't Work" is een nummer van de Britse band The Verve. Het verscheen op hun album Urban Hymns uit 1997. Op 1 september van dat jaar werd het nummer uitgebracht als de tweede single van het album.

## Achtergrond
"The Drugs Don't Work" is geschreven door zanger Richard Ashcroft en geproduceerd door de band in samenwerking met Youth en Chris Potter. Ashcroft schreef het nummer aan het begin van 1995. In een interview uit dat jaar noemde hij het nummer en bracht hij het in verband met zijn drugsgebruik: "Er is een nieuw nummer dat ik net geschreven heb. [...] Het gaat, 'the drugs don't work, they just make me worse, and I know I'll see your face again' (de drugs werken niet, ze maken me alleen maar slechter, en ik weet dat ik je gezicht weer zal zien). Zo voel ik me op dit moment. Ze maken me slechter, man. Maar ik neem ze toch. Uit verveling en frustratie begeef je je naar iets anders om te ontsnappen." The Verve speelde het nummer tijdens de tournee ter ondersteuning van hun voorgaande album A Northern Soul. Uiteindelijk werd het opgenomen voor Urban Hymns. Producer Potter noemde het zowel het beste nummer als de beste zangpartij die Ashcroft ooit opnam.
"The Drugs Don't Work" werd een nummer 1-hit in de UK Singles Chart in thuisland het Verenigd Koninkrijk; veel Britten vonden steun in het nummer na het dodelijke ongeluk van Princes Diana, een dag voordat het werd uitgebracht. Ook in Ierland, Finland en Nieuw-Zeeland werd het een top 10-hit.
In Nederland en België (Vlaanderen) bleef de single destijds achter; ondanks veel airplay op de Nederlandse landelijke radiozenders kwam de single niet in de Nederlandse Top 40 op Radio 538 terecht en bleef steken op een 20e positie in de Tipparade. Wél bereikte de single de 61e positie in de publieke hitlijst; de Mega Top 100 op Radio 3FM.
In Vlaanderen werden zowel de Vlaamse Ultratop 50 als de Vlaamse Radio 2 Top 30 niet bereikt en bleef steken op de 2e positie in de "Bubbling Under"-lijst met tips voor de Ultratop.
De videoclip voor "The Drugs Don't Work", geregisseerd door Andy Baybutt, is een vervolg op die van de voorgaande single "Bitter Sweet Symphony"; de band verschijnt aan het begin van de clip in precies dezelfde kleding en positie als aan het eind van de clip van de voorganger. Verder zijn er nog andere verwijzingen naar het eerdere werk van de band: de machine die verscheen op de cover van het compilatiealbum No Come Down komt kort voor en er is een verwijzing naar het nummer "Life's an Ocean" van het album A Northern Soul. In de rest van de video speelt de band het nummer binnen en aan het eind verschijnt een stuk brandend hout, drijvend in het water, met de woorden 'Urban Hymns' erop geschreven. Diverse artiesten hebben het nummer gecoverd, waaronder Ben Harper en Skin.

## Hitnoteringen

### Mega Top 100
| Hitnotering: 03-10-1987 t/m 21-11-1987 | Hitnotering: 03-10-1987 t/m 21-11-1987 | Hitnotering: 03-10-1987 t/m 21-11-1987 | Hitnotering: 03-10-1987 t/m 21-11-1987 | Hitnotering: 03-10-1987 t/m 21-11-1987 | Hitnotering: 03-10-1987 t/m 21-11-1987 | Hitnotering: 03-10-1987 t/m 21-11-1987 | Hitnotering: 03-10-1987 t/m 21-11-1987 | Hitnotering: 03-10-1987 t/m 21-11-1987 | Hitnotering: 03-10-1987 t/m 21-11-1987 |
| Week                                   | 1                                      | 2                                      | 3                                      | 4                                      | 5                                      | 6                                      | 7                                      | 8                                      |                                        |
| -------------------------------------- | -------------------------------------- | -------------------------------------- | -------------------------------------- | -------------------------------------- | -------------------------------------- | -------------------------------------- | -------------------------------------- | -------------------------------------- | -------------------------------------- |
| Positie                                | 94                                     | 86                                     | 87                                     | 79                                     | 68                                     | 61                                     | 67                                     | 79                                     | uit                                    |

### NPO Radio 2 Top 2000
| Nummer met noteringen in de NPO Radio 2 Top 2000 | '14  | '15  | '16  | '17  | '18  | '19  | '20  | '21  | '22  | '23  | '24  |
| ------------------------------------------------ | ---- | ---- | ---- | ---- | ---- | ---- | ---- | ---- | ---- | ---- | ---- |
| The Drugs Don't Work                             | 1612 | 1475 | 1573 | 1477 | 1599 | 1764 | 1886 | 1845 | 1868 | 1877 | 1703 |

1. ↑  Een vetgedrukt getal geeft de hoogste notering aan.
2. ↑  2014 was het eerste jaar met een notering voor dit nummer.